# Organisation révolutionnaire intérieure macédonienne
Pour les articles homonymes, voir VMRO.
Ne doit pas être confondu avec Organisation révolutionnaire macédonienne intérieure - Parti démocratique pour l'unité nationale macédonienne.
L'Organisation révolutionnaire intérieure macédonienne (en bulgare : Вътрешна македонска революционна организация, ВМРО ; en macédonien : Внатрешна македонска револуционерна организација, ВМРО), abrégé en VMRO, ou en français ORIM, est une organisation politique, militaire et révolutionnaire active dans les territoires ottomans d'Europe de la fin du XIXe siècle au début du XXe siècle.
Fondée en 1893, son but initial était l'autonomie des régions ottomanes allant de la Macédoine à Andrinople. À partir de 1896, les membres de l'organisation combattent les forces ottomanes grâce à des tactiques de guérilla et leurs opérations sont couronnées de succès puisqu'ils parviennent à établir un « État dans l'État » dans certaines régions, collectant eux-mêmes des impôts. Ces efforts s'intensifient en 1903 avec l'insurrection d'Ilinden, lors de laquelle près de 15 000 rebelles du VMRO se battent contre 40 000 soldats ottomans. Le soulèvement se solde toutefois par un échec, et après la fin des combats, les Ottomans détruisent une centaine de villages et le VRMO se tourne vers le terrorisme. Au cours des guerres balkaniques et de la Première Guerre mondiale, le VMRO soutient l'armée bulgare et épaule les autorités bulgares lorsqu'il prend le contrôle temporaire de régions de Macédoine et de Thrace. À cette époque, les revendications d'une autonomie macédonienne au sein de l'Empire ottoman sont abandonnées et le VMRO soutient plutôt un éventuel rattachement à la Bulgarie.
Après la Première Guerre mondiale, le mouvement se divise en deux organisations : l'une garde le nom de VMRO, tandis que l'autre devient l'Organisation révolutionnaire intérieure thrace (en) (ITRO). Le VMRO, qui cherche alors à faire modifier les frontières issues du partage de la Macédoine en 1913 entre la Serbie, la Grèce et la Bulgarie, gagne une réputation de réseau terroriste. Contestant ce partage de la Macédoine, les membres du VMRO lancent régulièrement des raids depuis Pétritch, en Bulgarie, vers les territoires devenus grecs et yougoslaves. Leur implantation en Bulgarie est cependant compromise par le traité de Niš, signé en 1923 par la Yougoslavie et la Bulgarie et interdisant à cette dernière de protéger l'organisation. Celle-ci réagit alors en assassinant le Premier ministre bulgare Alexandre Stamboliyski, avec l'aide d'autres mouvements bulgares opposés à celui-ci. Pendant l'entre-deux-guerres, le VMRO collabore aussi avec les Oustachis croates et ils élaborent ensemble l'assassinat d'Alexandre Ier de Yougoslavie en 1934. Après le coup d'État en Bulgarie en 1934, le siège du VMRO à Pétritch est investi par l'armée bulgare et l'organisation est anéantie.
L'organisation a changé de nom plusieurs fois (voir plus bas). Les derniers groupes sont éliminés par la Yougoslavie et la Bulgarie, mais elle semble ressurgir après la fin des états communistes dans les années 1990, car un certain nombre de nouveaux partis politiques revendiquent le nom et l'héritage du VMRO. Tels que VMRO - Mouvement national bulgare en Bulgarie et VMRO-DPMNE en Macédoine du Nord.

## Époque ottomane

### Fondation et objectifs

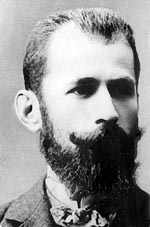
Damé Grouev.

L'organisation est fondée en 1893 à Thessalonique par un petit groupe de révolutionnaires macédono-bulgares qui considéraient la Macédoine comme une région indivisible et que ses habitants étaient tous « macédoniens », quelles que soient leur religion ou appartenance ethnique. En pratique, la plupart des partisans de l'organisation étaient slaves orthodoxes. Selon certaines sources, ils étaient aussi contre les aspirations des États voisins sur la région. Le VMRO apparaît dès sa fondation comme une société secrète révolutionnaire, et son but premier est l'autonomie des régions de Macédoine et d'Andrinople dans l'Empire ottoman, même s'il apparaît qu'au tout début, l'autonomie était vue comme un premier pas avant une union avec la Bulgarie,. Cet objectif est ensuite remplacé par l'idée de transformer les Balkans en État fédéral, la Macédoine et la Thrace y étant des membres égaux vis-à-vis des autres,. Cette idée d'autonomie était uniquement politique et n'avait pas pour objectif de sécession ethnique, les Macédoniens slaves resteraient considérés comme des Bulgares. Par ailleurs, même les partisans d'une Macédoine et d'une Thrace totalement indépendantes n'ont jamais mis en doute le caractère bulgare des populations slaves locales. L'organisation est fondée par Hristo Tatartchev, Damé Grouev, Petar Pop-Arsov, Andon Dimitrov, Hristo Batandjiev et Ivan Hadjinikolov. Ceux-ci sont tous, à l'exception d'Ivan Hadjinikolov, étroitement liés au lycée bulgare de garçons de Thessalonique. Après la rédaction des mémoires de Hristo Tatartchev en 1894, le mouvement est appelé Organisation révolutionnaire macédonienne (MRO). Ivan Hadjinikolov a lui aussi laissé ses mémoires, dans lesquelles il souligne les cinq principes de la fondation du MRO : 

« 1. L'organisation révolutionnaire doit être créée à l'intérieur de la Macédoine et doit agir là-bas, afin que les Grecs et les Serbes ne puissent pas l'identifier comme un outil du gouvernement bulgare.

2. Ses fondateurs doivent être des locaux et doivent vivre en Macédoine.

3. L'objectif politique de l'organisation doit être l'autonomie de la Macédoine.

4. L'organisation doit être secrète et indépendante, sans aucun lien avec les gouvernements des pays voisins libérés, et

5. De l'immigration macédonienne en Bulgarie et de la société bulgare, seule l'aide morale et matérielle pour le soulèvement des révolutionnaires macédoniens doit être demandée. »

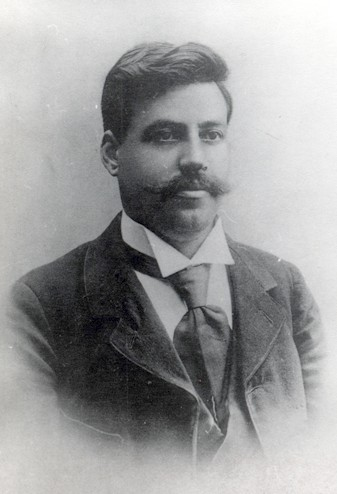
Gotsé Deltchev

La « région d'Andrinople » était le nom général donné par l'organisation aux régions de Thrace qui, comme la Macédoine, étaient restées sous domination ottomane et où vivait une majorité de Thraciens bulgares. Le mouvement révolutionnaire organisé a commencé en Thrace en 1895, lorsque Damé Grouev a recruté Hristo Kotsev, né à Chtip et professeur au lycée bulgare d'Andrinople. Agissant pour le compte du comité central, Kotsev installe un comité régional dans sa ville, initiative suivie de nombreuses fois par la suite à travers la région.
Selon des preuves historiques,, les historiens bulgares, occidentaux et russes,,,,, pensent qu'en 1896 ou 1897, l'organisation a changé de nom et s'est rebaptisée « Comités révolutionnaires bulgares macédono-andrinopolitains », un nom qu'elle conserve jusqu'en 1902, lorsqu'elle devient « l'Organisation révolutionnaire secrète macédono-andrinopolitaine ». Ces noms successifs sont toutefois uniquement supposés, puisqu'ils n'apparaissent pas dans les documents officiels de l'organisation, mais sur des statuts non datés. Le changement de nom de 1905 est quant à lui certifié, et le mouvement devient alors « l'Organisation révolutionnaire intérieure macédono-andrinopolitaine » (IMARO). Le nom définitif, « Organisation révolutionnaire intérieure macédonienne », date quant à lui de 1920.

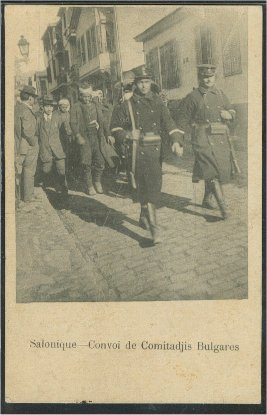
Des activistes du VMRO arrêtés par la police ottomane.

L'objectif affiché du premier comité était l'union de tous les individus insatisfaits par l'oppression ottomane en Macédoine et en Thrace. L'organisation espéra recueillir non seulement le soutien des Slaves, mais aussi des Valaques, des Grecs et même des Turcs peuplant la région. Les efforts étaient concentrés sur la propagande morale et les perspectives de rébellion et de terrorisme paraissaient encore loin. L'organisation se développe rapidement : en seulement quelques années, le comité avait réussi à établir un large réseau d'organismes locaux à travers la Macédoine et la Thrace. Ces organismes étaient habituellement centrés autour des écoles de l'exarchat bulgare et ils étaient animés par des chefs locaux ou des instituteurs bulgares.

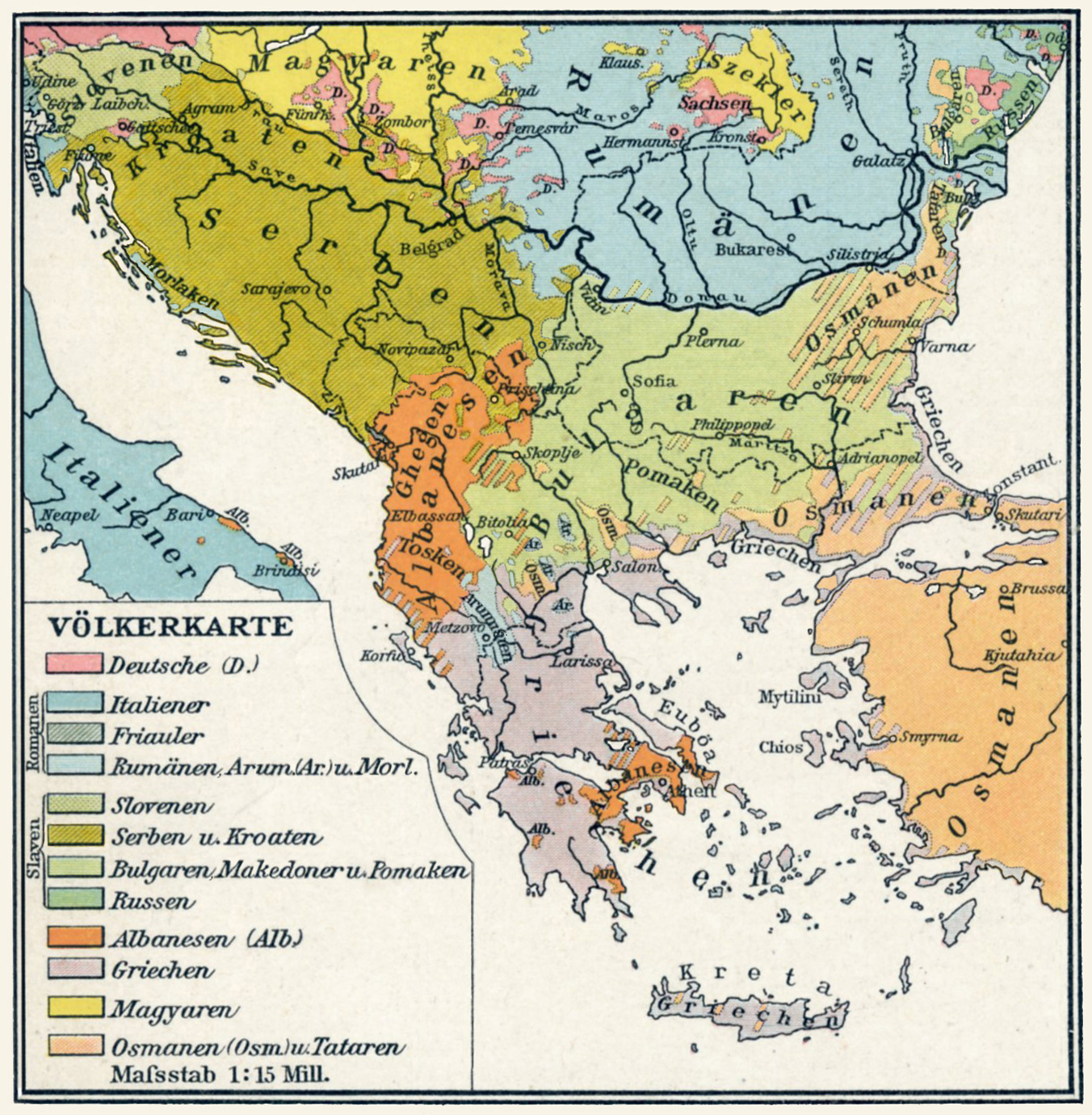
Carte linguistique allemande des Balkans au début du XX.

Bien que le VMRO ait été majoritairement bulgare dès sa fondation, il favorisait l'idée d'une autonomie macédonienne, préférait se dissocier des politiques bulgares officielles et n'était pas sous contrôle gouvernemental. Ses fondateurs pensaient en outre qu'un mouvement autonomiste était plus à même d'obtenir le soutien des puissances occidentales qu'un mouvement aux ordres du gouvernement bulgare, bien que les peuples de ces régions aient été considérées comme bulgarophones par les linguistes (qui ne faisaient pas encore la distinction entre le bulgare et le macédonien, comme on le voit sur la carte allemande ci-contre).
De plus, certains de ses chefs les plus jeunes avaient épousé des idées radicales, socialistes ou anarchistes et leur objectif était l'instauration d'une nouvelle forme de gouvernement plutôt que l'unification avec la Bulgarie. Ces considérations entraînèrent finalement la modification des statuts de l'organisation, qui n'était elle-même plus ouverte aux seuls Bulgares, mais aussi à tous les autres habitants de la région sans distinction ethnique. Dans les faits cependant, à part quelques Valaques, les membres étaient en très grande majorité bulgares. Les membres de droite restèrent quant à eux toujours majoritairement favorables à une annexion bulgare.
L'ORIMA était financée de différentes manières :
- une cotisation que chaque adhérent devait verser ;
- par des aides de l’État bulgare mais dont les variations — destinées à maintenir un certain équilibre entre les différents mouvements révolutionnaires patriotiques — agaçaient les dirigeants de l'organisation ;
- des dons de Bulgares aisés.

Au fur et à mesure de l'accroissement de l'organisation et de la volonté d'armer tant les groupes para-militaires que la population, l'insuffisance des moyens de financement traditionnels devient criante. L'ORIMA commence alors à pratiquer l'enlèvement de riches Turcs afin d'obtenir des rançons en contrepartie de leur libération. Par la suite, elle inventa la prise d'otages de nationalités étrangères, « pour financer leurs activités, puis pour attirer l'attention internationale ». Mais certaines de ces tentatives d'enlèvement échouent ou connaissent une fin tragique pour les victimes ce qui entraine des arrestations, des tortures et des répressions massives envers les membres de l'ORIMA.

### Conflit armé contre les Ottomans
En 1897, la police ottomane découvre un dépôt secret de munitions du VMRO près de la frontière bulgare. La répression à grande échelle qui est menée contre les membres de l'organisation mettent fin à l'idéalisme des débuts et le VMRO se transforme en mouvement de guérilleros, engageant des attaques contre des dignitaires ottomans ainsi que contre les traîtres supposés. Les groupes armés, appelés tcheti (чети) après 1903, mènent aussi des combats contre les partisans des gouvernements grec et serbe.

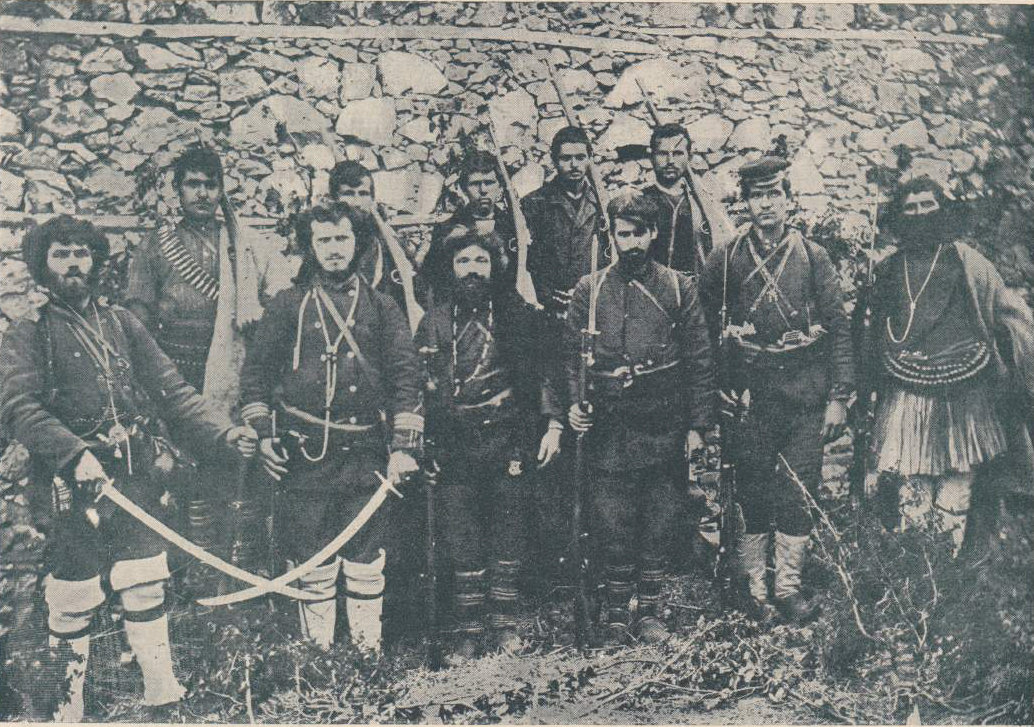
Des membres du VMRO de Lerin (aujourd'hui Florina, Macédoine grecque), en 1903.

La place du VMRO en tant que figure de proue du mouvement révolutionnaire est cependant contestée par deux autres factions, le Comité suprême macédonien, à Sofia, et un petit groupe de conservateurs de Thessalonique, la Fraternité secrète révolutionnaire bulgare. Cette dernière est incorporée au VMRO en 1902, mais ses membres allaient y exercer une certaine influence. Encourageant d'abord l'insurrection d'Ilinden en 1903, ils devinrent ensuite le noyau de l'aile droite de l'organisation. Le Comité suprême macédonien, quant à lui, s'était fait connaître avant le VMRO en lançant des raids en territoire turc en 1895. Ils sont rapidement surnommés les Suprémistes ou les Externes en raison de leur implantation à Sofia, en dehors de la Macédoine. Les Suprémistes utilisaient le terrorisme contre les Ottomans dans l'espoir que cela déclenche une guerre entre l'empire et la Bulgarie, et donc une possible annexion de la Macédoine par la Bulgarie. À la fin des années 1890, le VMRO parvint momentanément à contrôler les Suprémistes, mais ceux-ci se sont vite divisés en deux groupes, l'un loyal au VMRO, l'autre dirigé par des officiers proches du prince de Bulgarie. Ce dernier groupe tenta un soulèvement raté en 1902 en Macédoine orientale, et s'y retrouva opposé à des bandes locales du VMRO, dirigées par exemple par Yané Sandanski, qui devint plus tard l'un des chefs de l'aile gauche de l'organisation.
Au printemps 1903, un groupe de jeunes anarchistes liés au VMRO et membres du Cercle des Bateliers (cercle d'anciens élèves du lycée bulgare de Thessalonique), lancent une campagne d'attentats à la bombe dans leur ville pour attirer l'attention des puissances occidentales sur l'oppression ottomane en Macédoine et en Thrace.
Au même moment, les dirigeants du VMRO pensent à conduire un grand soulèvement en Macédoine, mais le chef incontesté de l'organisation, Gotsé Deltchev, pense que l'idée est prématurée. Face à l'insistance des membres, il finit toutefois par fixer le début des opérations en août 1903. Toutefois, il ne connaîtra jamais ce soulèvement car il est tué lors d'une échauffourée avec les forces ottomanes en mai. L'insurrection d'Ilinden appelée ainsi parce qu'elle débute le 2 août, jour de la Saint-Élie (Ilinden en macédonien) est d'abord l'occasion de succès militaires pour le VMRO. L'organisation parvient par exemple à proclamer la petite république de Kruševo au nord-ouest de la Macédoine. Mais après une dizaine de jours, les Ottomans contre-attaquent et reprennent le contrôle total de la région en automne. La répression turque est violente et se résulte par un grand nombre de morts et de villages incendiés.

### Après Ilinden

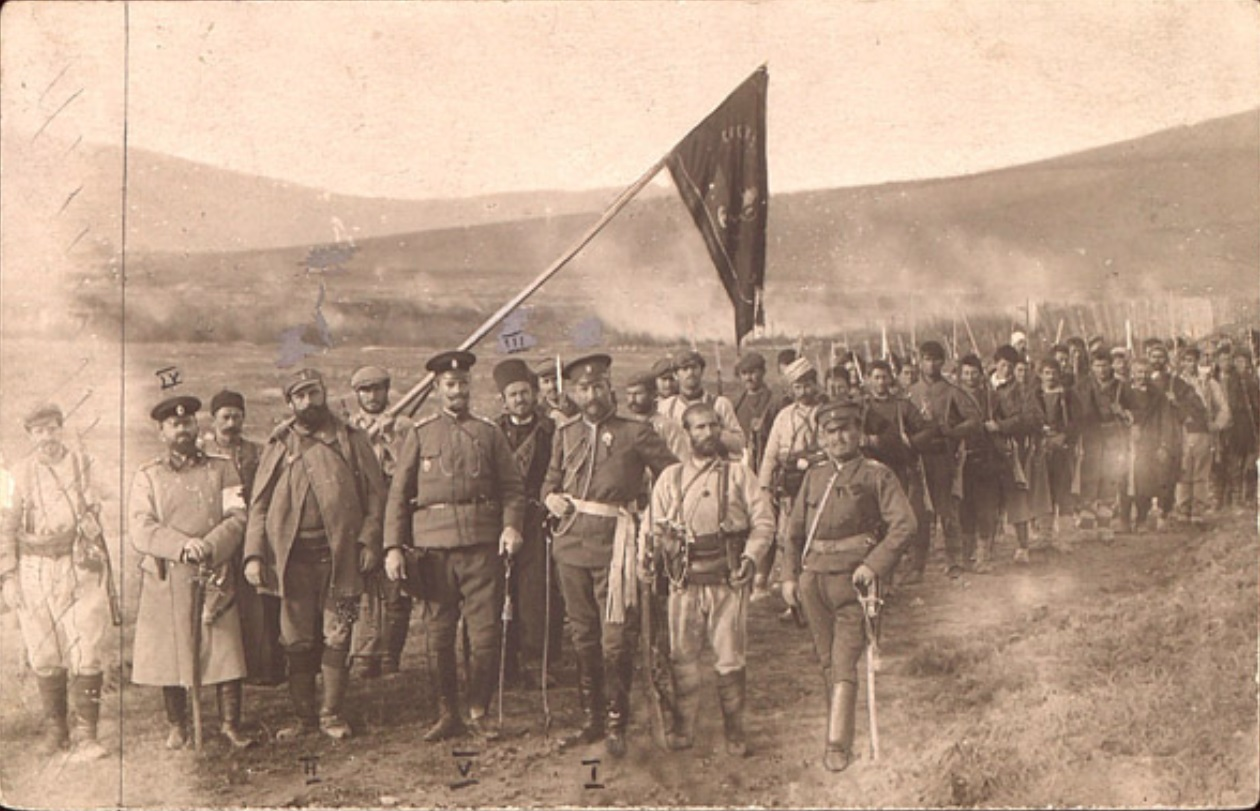
Yané Sandanski (à gauche) avec des membres du VMRO soutenant l'armée bulgare lors des guerres balkaniques.

L'échec de l'insurrection d'Ilinden entraîne la division du VMRO entre une faction de gauche, fédéraliste et basée dans les districts de Serrès et Stroumitsa, et une faction de droite, centralisatrice, basée dans les districts de Salonique, Bitola et Skopje. La faction de gauche s'oppose au nationalisme bulgare et soutient la création d'une fédération socialiste des Balkans dans laquelle tous les citoyens et toutes les nationalités seraient égales. Le Comité suprême macédonien est dissous en 1903, mais ses anciens membres qui ont rejoint le VMRO deviennent de plus en plus favorables au nationalisme bulgare et doivent disputer le terrain à des groupes armés serbes et grecs revendiquant les mêmes territoires. De 1905 à 1907, de nombreux combats opposent les Suprémistes aux Ottomans ainsi qu'aux détachements serbes et grecs. Pendant ce temps, le groupe se livre à des activités terroristes visant surtout les civils Les relations avec les Grecs deviennent très mauvaises après la pendaison du capitaine grec Tellos Agras en juin 1907. La division du VMRO entre deux factions est entérinée en novembre 1907 lorsqu'un membre de gauche, Todor Panitza, assassine les activistes de droite Boris Sarafov et Ivan Garganov.

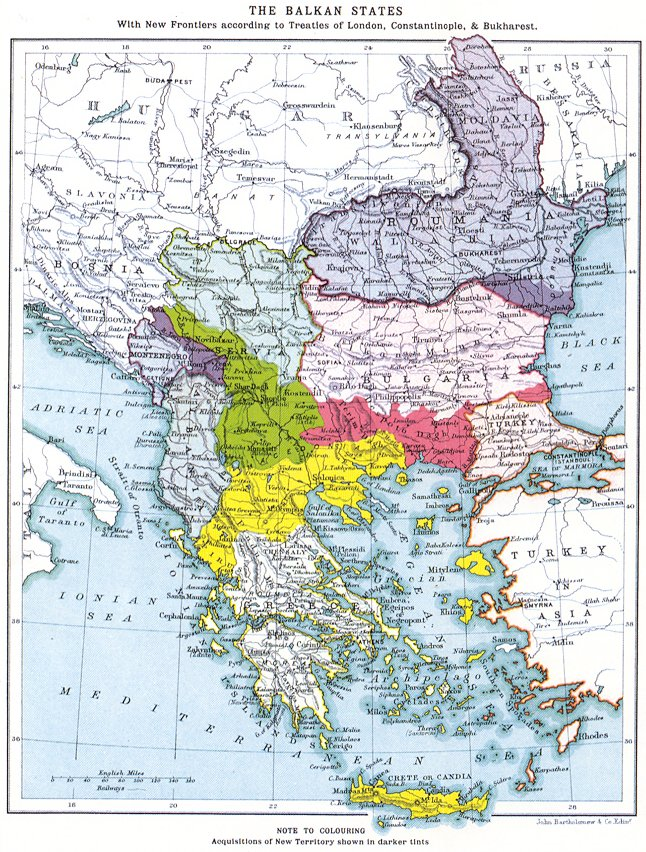
La Turquie d'Europe partagée en 1913 :
Gains de la Bulgarie
Gains de la Serbie
Gains de la Grèce

Après la révolution des Jeunes-Turcs en 1908, les deux factions abandonnent les armes pour se joindre au soulèvement constitutionnel. Yané Sandanski et Hristo Tchernopeev contactent les Jeunes-Turcs et commencent des activités politiques légales. Ils tentent ainsi de monter un groupe légal, l'Organisation révolutionnaire macédono-andrinopolitaine, qui ne développe que des activités de propagande. Toutefois, le congrès de fondation échoue et les fédéralistes du VMRO rejoignent la section bulgare du Parti fédératif populaire. Certains de ces fédéralistes, comme Yané Sandanski, participent à la marche contre les opposants de la révolution à Constantinople. Les centralistes rejoignent quant à eux l'Union des Clubs constitutionnels bulgares, qui comme le Parti fédératif populaire, participe aux premières élections ottomanes. Cependant, les Jeunes-Turcs deviennent rapidement nationalistes et cherchent à supprimer les aspirations nationales en Macédoine et en Thrace. La plupart des chefs du VMRO, fédéralistes comme centralistes, reprennent donc les armes en 1909. Les deux factions cherchent alors à retrouver un VMRO uni et un nouveau comité est formé en 1911.
Pendant les guerres balkaniques, des anciens dirigeants du VMRO, tant de droite que de gauche, rejoignent le Corps de volontaires macédono-andrinopolitain et combattent aux côtés de l'armée bulgare. D'autres, comme Sandanski, assistent l'armée avec leurs groupes armés et certains parviennent à s'avancer jusque dans la région de Kostour (auj. Kastoria, Grèce), en Macédoine du Sud-Est. Lors de la Seconde Guerre balkanique, des bandes luttent contre les Grecs et les Serbes et des soulèvements, comme celui du Tikvech en juin 1913, sont menés contre l'occupant serbe en Macédoine du Vardar.
Les guerres balkaniques s'achèvent avec la fin de la domination ottomane dans la région, qui est partagée entre les vainqueurs, la Serbie, la Grèce et la Bulgarie. Cette dernière obtient la plus petite part de territoires et les objectifs du VMRO, qu'ils soient la constitution d'une Macédoine autonome ou son rattachement à la Bulgarie, ne sont pas réalisés. Le VMRO maintient toutefois son activité en Bulgarie et survit en entretenant l'irrédentisme bulgare et en soutenant une nouvelle guerre qui permettrait de récupérer les territoires macédoniens occupés par la Serbie et la Grèce. Cette envie de revanche est d'ailleurs l'une des raisons du rapprochement de la Bulgarie avec l'Empire allemand et l'Autriche-Hongrie lors de la Première Guerre mondiale. Lorsque la guerre arrive en Macédoine en 1915, la Bulgarie envahit aussitôt la Macédoine du Vardar, sous contrôle serbe, et elle y est soutenue par le VMRO. Les dirigeants de l'organisation abandonnent alors tout objectif autonomiste pour favoriser l'annexion. L'armée bulgare ne parvient toutefois pas à reprendre la Macédoine grecque et le front de Salonique se stabilise sur les frontières septentrionales de celle-ci jusqu'à la fin de 1918.

## Entre-deux-guerres

### Traité de Neuilly et scissions

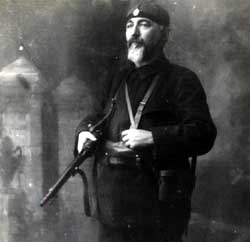
Aleksandar Protogerov.

Le traité de Neuilly, signé à la fin de la guerre, refuse à la Bulgarie, vaincue, les territoires macédoniens et thraces qu'elle convoitait. Peu après, l'organisation macédono-andrinopolitaine se scinde en deux mouvements, l'un consacré à la Macédoine, l'autre à la Thrace,. Cette scission est motivée par la sécession à la Grèce de la Thrace par la Bulgarie en 1920. Le mouvement thracien, l'ITRO, est actif de 1922 à 1934 entre la Thrace et la Macédoine grecques, la Strouma et les Rhodopes. Son mot d'ordre est l'unification de tous les éléments ethniques de la région et son accession à l'indépendance politique.
De son côté, le VMRO, uniquement dévolu au sort de la Macédoine, crée une organisation satellite qui opère autour de Tsaribrod (auj. Dimitrovgrad, Serbie) et Bosilegrad, cédées par la Bulgarie à la Serbie. Le VMRO privilégie à cette période l'envoi de groupes armés, les tcheti, en Macédoine grecque et serbe pour assassiner des personnalités et exhorter le nationalisme des populations oppressées. Il y gagne une réputation de réseau terroriste.
Toutefois, le 23 mars 1923, le Premier ministre bulgare Aleksandar Stamboliyski, en faveur d'une détente avec la Grèce et la Yougoslavie, signe avec cette dernière le traité de Niš qui l'engage à supprimer les activités du VMRO sur son territoire. En réponse, Stamboliyski est assassiné la même année par des membres du VMRO. L'organisation retrouve sa liberté d'action en Bulgarie et gagne de facto le contrôle total de la Macédoine du Pirin, la petite partie de la région qui avait échu aux Bulgares, formant une sorte d'État dans l'État. Il y gère l’ordre public, prélève ses taxes sur les productions agricoles (tabac, pavot) et rackette commerçants et hommes d’affaires. Lorsqu’en 1930 le représentant de l’Égypte à la SDN dénonce la présence de laboratoires clandestins d’héroïne sur le sol bulgare, la moitié d’entre eux sont situés dans la zone contrôlée par l’ORIM. L’implication dans le trafic international est probable puisque l’ORIM dispose d’un réseau mondial de représentations et se livre dans toute l’Europe à des actes terroristes et à des règlements de comptes internes.
Le VMRO se sert de la Macédoine du Pirin comme d'une base pour mener des actions contre la Yougoslavie, avec le soutien non officiel du gouvernement bulgare de droite et, plus tard, de l'Italie fasciste. Les observateurs de l'époque décrivent la frontière yougoslavo-bulgare comme la plus fortifiée d'Europe.

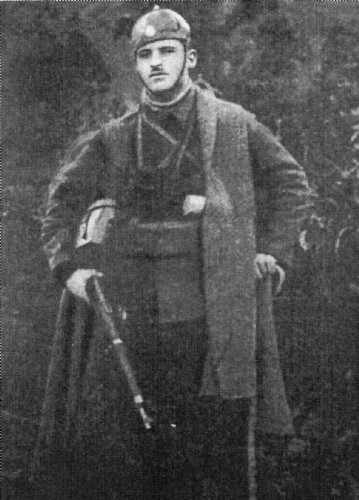
L'uniforme du VMRO de l'entre-deux-guerres.

En 1923-1924, à l'apogée des actions du VMRO en Macédoine yougoslave, l'organisation y compte 53 tcheti (groupes armés), dont 36 venues de Bulgarie, 12 d'origine locale et 5 venues d'Albanie. Ces bandes totalisent 3 245 komiti (rebelles), conduits par 79 voïvodes, 54 sous-commandants, 41 secrétaires et 193 courriers. Il existe une trace écrite pour 119 combats et 73 actes terroristes, qui ont entraîné la mort de 304 officiers, soldats et paramilitaires serbes ainsi que plus de 1 300 blessés dans le camp yougoslave. Le VMRO, de son côté, perd 68 voïvodes et komiti et plusieurs centaines de ses membres sont blessés. En Macédoine grecque, 24 tcheti et 10 détachements de reconnaissance locale sont mobilisés. Ces groupes armés y comptabilisent 380 komiti dirigés par 18 voïvodes, 22 sous-commandants, 11 secrétaires et 25 courriers. Ils sont responsables de 42 batailles et de 27 actions terroristes. L'ennemi grec perd dans ces affrontements 83 officiers, soldats et paramilitaires, plus de 230 Grecs sont blessés. Le VMRO perd de son côté 22 voïvodes et komiti, 48 sont blessés. Des milliers de Slaves habitant les Macédoine grecque et yougoslave et suspectés d'avoir des contacts avec le VMRO sont réprimés par les autorités. La population de la Macédoine du Pirin, bulgare, est quant à elle organisée en garde locale populaire. Cette garde est la seule à résister à l'armée grecque lorsque celle-ci, sous les ordres du dictateur Theodoros Pangalos, lance une campagne contre le district de Pétritch en 1925. Après l'interdiction de l'organisation en Bulgarie en 1934, l'armée bulgare confisque 10 938 fusils, 637 pistolets, 47 canons, 7 mortiers et 701 388 cartouches dans les seuls districts de Pétritch et Kyoustendil,. Dans les années 1920 est créée une extension du VMRO destinée à la jeunesse, l'Organisation macédonienne révolutionnaire secrète des jeunes, approuvée par le chef du VMRO, Todor Alexandrov.

### Liens avec le Comintern
Le sixième congrès de la Fédération communiste des Balkans, présidé par le Bulgare Vasil Kolarov et le cinquième congrès du Comintern à Moscou en 1923 sont l'occasion de votes pour la formation d'une Macédoine et d'une Thrace autonomes et indépendantes. En 1924, le VMRO entame des négociations avec l'Organisation fédérative macédonienne et le Comintern à propos d'une collaboration avec les communistes afin de créer un mouvement macédonien uni. Cette initiative est encouragée par l'Union soviétique qui y voit un moyen de propager la révolution dans la région et de déstabiliser les monarchies balkaniques. Cependant, Todor Alexandrov, le chef du VMRO, défend son indépendance et refuse des compromis sur presque tous les points avancés par les communistes. Aucun accord n'est trouvé et seul un manifeste, non signé par tous les dirigeants du VMRO et appelé Manifeste de Mai, présente les objectifs du mouvement macédonien unifié : réunification et indépendance de la Macédoine, lutte contre toutes les monarchies balkaniques, instauration d'une fédération communiste balkanique et coopération avec l'Union soviétique. Échouant à s'assurer du soutien d'Alexandrov, le Comintern décide de le discréditer et fait publier le Manifeste de Mai en juillet 1924. Alexandrov, tout comme son homologue Aleksandar Protogerov, font savoir par la presse bulgare qu'ils n'ont jamais signé d'accord avec les communistes et que le manifeste est falsifié.

### Luttes internes

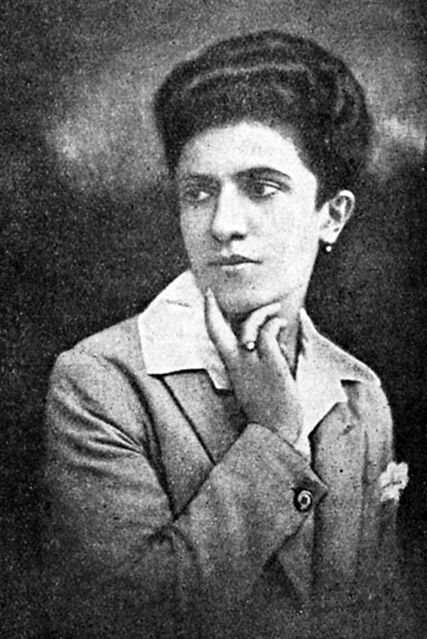
Le VMRO comptait quelques membres féminins, comme Mara Buneva.

Peu après, Todor Alexandrov est assassiné dans des circonstances obscures et Ivan Mihailov prend la tête du VMRO. Sa responsabilité dans le meurtre d'Alexandrov n'est pas assurée et le VMRO dénonce rapidement les communistes tout en prenant sa revanche sur les plus proches d'entre eux. Certains historiens comme Zoran Todorovski pensent de leur côté que le meurtre a été organisé par l'entourage de Mihailov, influencé par le gouvernement bulgare qui voyait d'un mauvais œil l'union du VMRO et des communistes. Cet assassinat entraîne des divisions au sein de l'organisation et d'autres meurtres ont lieu, notamment ceux de Petar Tchaoulev à Milan et d'Aleksandar Protogerov. En 1925, l'armée grecque lance une opération sur la frontière bulgare afin de prendre Pétritch, où se trouve le siège du VMRO, mais l'action est condamnée par la Société des Nations et les actes terroristes du VMRO reprennent.
À la même période, le VMRO conduit par Aleksandrov puis Mihailov conduit des actions contre l'ancienne aile gauche du mouvement en assassinant plusieurs de ses membres qui s'étaient rapprochés du Parti communiste bulgare et de l'Organisation fédérative macédonienne. Par exemple, Guiortché Pétrov est tué à Sofia en 1922 et Todor Panitsa (qui avait auparavant commis le meurtre des membres de droite Boris Sarafov et Ivan Garganov) est assassiné à Vienne en 1924 par la future femme de Mihailov, Mencha Karnichiu. L'aile gauche, de son côté, établit un mouvement, le VMRO unifié, qui répond aux principes du Manifeste de Mai. Fondé à Vienne en 1925, ce VMRO unifié ne rencontre toutefois pas de succès populaire et reste ancré à l'étranger, sans moyens d'action en Macédoine.

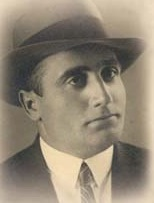
Vlado Chernozemski, qui a assassiné Alexandre Ier de Yougoslavie.

Mihailov doit rapidement combattre non seulement l'aile gauche du VMRO, mais aussi les membres les plus anciens de l'organisation. Ceux-ci défendent en effet la tactique traditionnelle d'incursion de bandes armées, tandis que la nouvelle génération souhaite mener des opérations plus flexibles en menant des assassinats ciblés. Ce conflit interne devient vite une lutte pour le pouvoir au sein du mouvement, et Mihailov fait assassiner en 1928 l'un de ses rivaux, le général Aleksandar Protogerov. Ses partisans, les Protogerovistes, moins nombreux que les Mihailovistes, s'allient rapidement aux Yougoslaves et à certains cercles bulgares aux penchants fascistes qui favorisent un rapprochement avec la Yougoslavie. La politique d'assassinats de Mihailov parvient à fragiliser le pouvoir serbe en Macédoine du Vardar, mais elle entraîne des représailles serbes sur les paysans locaux, dont le soutien au VMRO baisse rapidement. Conscient de sa chute de popularité, Mihailov décide alors de privilégier l'internationalisation de la question macédonienne.

### Liens avec les Oustachis et interdiction
Ainsi, il établit des liens étroits avec les Oustachis croates et les fascistes italiens et les agents du VMRO sont envoyés en mission dans plusieurs pays. La VMRO possède ainsi une ambassade à Seraing, un haut lieu du nationalisme croate en Belgique. L'assassinat le plus spectaculaire alors commis est celui d'Alexandre Ier de Yougoslavie et Louis Barthou à Marseille en 1934, réalisé avec l'appui des Oustachis,. Les deux hommes sont tués par Vlado Chernozemski, un membre du VMRO, et l'attentat a lieu après le coup d'État du 19 mai 1934 en Bulgarie qui entraîne l'interdiction de l'organisation dans ce pays, le roi rendant même légal le fait de tuer ses membres. Le principal argument des autorités militaires qui prennent alors le pouvoir en Bulgarie est l'instabilité du VMRO, secoué par ses luttes intestines occasionnant meurtres et attentats. L'organisation était ainsi de plus en plus perçue par les Bulgares comme un groupe de gangsters. Mihailov est conduit à l'exil en Turquie et il accepte la décision bulgare tout en ordonnant le désarmement pacifique de ses hommes. Le siège du VMRO à Pétritch est investi par l'armée bulgare. Beaucoup d'habitants de la Macédoine du Pirin approuvent l'interdiction qui met fin à un pouvoir souvent brutal et non officiel. Le VMRO conserve toutefois des antennes à l'étranger, mais il cesse d'être actif sur la scène politique macédonienne en dehors de quelques périodes de la Seconde Guerre mondiale. Au même moment, le Comintern promulgue une résolution en janvier 1934 qui reconnaît l'existence du peuple macédonien. Cette résolution est acceptée par le VMRO unifié, qui avait été fondé en 1925 par l'aile gauche du mouvement. Ce dernier reste actif jusqu'en 1936, date à laquelle il est absorbé par la Fédération communiste balkanique.

## Seconde Guerre mondiale
Lorsque l'armée bulgare envahit la Macédoine du Vardar en 1941, ses soldats sont accueillis comme des libérateurs par la majorité de la population et d'anciens membres du VMRO participent à la mise en place du régime d'occupation bulgare. Certains anciens membres du VMRO Unifié, comme Metodi Chatarov, le chef régional du Parti communiste yougoslave, désobéissent par ailleurs aux consignes des communistes de Belgrade et refusent de considérer les Bulgares comme des occupants. Ils appellent également les communistes macédoniens à rejoindre le Parti communiste bulgare. La situation change toutefois avec l'arrivée en 1943 de Svetozar Vukmanović-Tempo, originaire du Monténégro et chargé par Tito d'organiser la Résistance en Macédoine. Les troupes bulgares ont également occupé l'Est de la Macédoine grecque ainsi que la Thrace, où elles ont aussi été accueillies chaleureusement par les Slavo-Macédoniens locaux. Ces occupations ont par ailleurs permis la brève existence d'une Grande Bulgarie.
Des anciens membres de l'aile droite du VMRO ont participé à l'organisation de milices bulgares dans les zones d'occupation italiennes et allemandes afin de lutter contre les nationalistes grecs ainsi que contre des mouvements communistes comme l'EDES et l'EAM-ELAS. Avec l'aide de Mihailov et d'émigrés macédoniens de Sofia, plusieurs détachements pro-bulgares, les Ohrana, sont ainsi créés dans les districts de Kastoria, Flórina et Édesse. Mihailov avait clairement pour projet la création d'un État macédonien sous contrôle allemand, dont les Ohrana auraient formé les premières forces militaires.
Le 2 août 1944, au monastère de Prohor Pčinjski, l'Assemblée anti-fasciste pour la libération du peuple macédonien, parmi laquelle se trouvent d'anciens membres de l'aile gauche du VMRO, proclame la Macédoine démocratique, qui reçoit le soutien des Alliés. En septembre 1944, après le changement de camp de la Bulgarie, Mihailov se rend à Skopje sous occupation allemande, afin de prendre la tête du gouvernement d'un « État indépendant de Macédoine » avec le soutien des nazis. Mais voyant que la guerre était perdue d'avance, Mihailov se rétracte rapidement et s'exile à Rome.

## Après guerre
Certains membres de l'ancien VMRO unifié participent à la fondation de la République socialiste de Macédoine et intègrent même le gouvernement, dont Pavel Chatev, dernier survivant des Bateliers de Salonique, qui avaient posé des bombes dans leur ville en 1903. Ces anciens membres sont toutefois rapidement évincés par les cadres loyaux du Parti communiste de Belgrade qui avaient des penchants pro-serbes avant la guerre.
Les pro-bulgares et les défenseurs d'une autonomie accrue, voire d'une Macédoine indépendante, comme Metodija Andonov-Čento, premier président de l'Assemblée anti-fasciste pour la libération du peuple macédonien sont victimes de purges et arrêtés voire exécutés. Après la rupture entre Tito et Staline en 1948, les purges s'intensifient et visent surtout les cadres proches du Comintern et du parti communiste bulgare.
De leur côté, les anciens membres de l'aile droite du VMRO sont poursuivis pour collaborationnisme, nationalisme bulgare, activités anti-yougoslaves ou anti-communistes. Les anciens membres vivant en Macédoine du Pirin sont eux aussi persécutés par les Communistes, notamment ceux qui attisent les sentiments nationaux macédoniens. Beaucoup d'entre eux s'exilent dans les pays occidentaux et certains sont recrutés par les services secrets américains et grecs pour servir d'espions et de saboteurs en Bulgarie et en Yougoslavie.

## Après la chute du communisme
Après 1989, plusieurs nouveaux partis politiques revendiquent le nom et l'héritage du VMRO.

### En Macédoine du Nord

Le logo du VMRO-DPMNE.

Après l'autorisation du multipartisme en Yougoslavie à la fin des années 1980, une vie politique démocratique naît en Macédoine. De nombreux exilés reviennent et une nouvelle génération d'intellectuels redécouvre l'histoire du nationalisme macédonien. Un parti nationaliste est fondé le 17 juin 1990 à Skopje et il est baptisé VMRO-DPMNE afin de prétendre à l'héritage de l'ancienne organisation, même si en réalité il existe peu de liens entre les deux. Ce VMRO-DPMNE, l'une des deux grandes formations politiques du pays, se décrit de nos jours comme un parti démocrate-chrétien soutenant l'adhésion macédonienne à l'OTAN et à l'Union européenne. Depuis une scission en 2004, il existe aussi un VMRO - Parti populaire.

### Bulgarie
Un nouveau VMRO bulgare est créé en 1989 sous le nom de VMRO-SMD. C'est une organisation culturelle qui devient un vrai parti en 1996 et est alors rebaptisé VMRO - Mouvement national bulgare. Il défend l'idée selon laquelle les Macédoniens sont des Bulgares.